# احمد عدلی
احمد عدلی (عربی: أحمد عدلي، زاده ۱۸ فوریه ۱۹۸۷) یک استادبزرگ شطرنج اهل مصر است.
در سال ۲۰۰۵، ۲۰۱۱ و ۲۰۱۹ قهرمان مسابقات قهرمانی شطرنج آفریقا شد و در سال ۲۰۰۷ قهرمان مسابقات جهانی شطرنج جوانان شد.

## افتخارات
- قهرمان جوانان جهان، سال ۲۰۰۷، ارمنستان.
- رتبه سوم مسابقات جهانی زیر ۱۸ سال، ۲۰۰۴ یونان